# Aleksander Modzelewski
Aleksander Modzelewski, ros. Александр Семенович Модзелевский (ur. 10 lutego?/23 lutego 1905 w Odessie, zm. 2 czerwca 1982 tamże) – generał major artylerii Armii Czerwonej, generał dywizji Wojska Polskiego.

## Życiorys
Pochodził z polskiej rodziny osiadłej w Odessie, od dzieciństwa pracował zarobkowo jako robotnik i goniec.
Od 1922 w Armii Czerwonej, 1926 skończył Odeską Szkołę Artylerii i został dowódcą plutonu w 20 Dywizjonie Artylerii Ciężkiej w Winnicy. Od 1927 szef zwiadu pułku artylerii, od 1928 szef łączności pułku, dowódca baterii szkolnej i szef zaopatrzenia bojowego. Od 1934 w Zarządzie Artylerii Ukraińskiego Okręgu Wojskowego w Kijowie, od 1939 dowódca szkoły podoficerskiej 144 pułku artylerii haubic w Dniepropietrowsku, szef sztabu i pełniący obowiązki dowódcy tego pułku. Uczestnik sowieckiej agresji na Polskę 17 września 1939 roku, agresji na Finlandię 1939–1940 oraz aneksji Besarabii w czerwcu 1940 roku. Latem 1941 roku zmobilizowany, uczestnik walk na Froncie Zachodnim, lekko ranny. Od końca 1942 roku dowódca 51 Brygady Artylerii Armat na Froncie Leningradzkim. 13 marca 1944 roku Rada Komisarzy Ludowych ZSRR mianowała go generałem majorem artylerii.
Od września 1943 w Polskich Siłach Zbrojnych w ZSRR w stopniu pułkownika, dowódca artylerii 1 Korpusu PSZ w ZSRR. Dowódca artylerii 1 Armii WP. W maju 1945 mianowany generałem dywizji WP. Jesienią 1945 roku został dowódcą Artylerii Okręgu Wojskowego Nr IV w Katowicach, a w czerwcu 1946 roku inspektorem artylerii Okręgu Wojskowego Nr IV we Wrocławiu. W lutym 1947 zakończył służbę w WP i wrócił do ZSRR. Dalsze jego losy nie są znane.

## Ordery i odznaczenia
- Krzyż Komandorski Orderu Odrodzenia Polski (1945)
- Order Virtuti Militari V klasy (dwukrotnie, 11 maja 1945[1])
- Order Czerwonego Sztandaru (dwukrotnie, 1942 i 1944)
- Order Czerwonej Gwiazdy (1940)
- Order Kutuzowa II stopnia (1945)
- Medal „Za obronę Leningradu”